# رولا حسنين
رولا ابراهيم حسنين كاتبة وصحفية فلسطينية من محافظة رام الله والبيرة، لها الكثير من الكتابات والمقالات في العديد من الصحف والمواقع الالكترونية. تعرضت للاعتقال مع 80 صحفياً من الضفة الغربية ومدينة القدس أثناء الحرب على غزة، حيث اعتقلت في 19 اذار 2024 وذلك وفقا لبيان مشترك لهيئة شؤون الأسرى والمحررين ونادي الأسير الفلسطيني، رفضت محكمة إسرائيلية إطلاق سراح الصحفية الفلسطينية رولا حسنين رغم اعتماد مولودها الخداج على الرضاعة منها فقط.

## النشأة والتعليم
رولا خريجة جامعة بيرزيت في تخصص الصحافة والإعلام، و حاصلة على درجة البكالوريس في الإعلام والعلوم السياسية ودرجة الماجستير في الدراسات العربية المعاصرة من جامعة بيرزيت.

## الحياة المهنية والاعتقال
عملت الصحفية رولا في عدد من وسائل إعلام، بما في ذلك قناة الجزيرة القطرية، والموقع الالكتروني النسائي "بنفسج" والمحطة الإذاعية الفلسطينية النسائية "راديو نساء إف إم"، والمركز الفكري "مركز القدس للدراسات السياسية". وعملت سابقًا في وكالة وطن للأنباء كصحفية حرة حتى اعتقالها.
اعتُقلت الصحفية رولا نتيجة الحملة القاسية التي تشنها سلطات الاحتلال الإسرائيلي على الصحفيين الفلسطينيين، حيث كانت تغطي معاناة الشعب الفلسطيني بشفافية مع وكالات إعلامية دولية ومحلية. وتقضي حاليًا فترة اعتقال في سجن هاشرون، وقد قدم محامي مؤسسة الضمير طلبًا للإفراج عنها بسبب حالتها الصحية وظروف ابنتها ذات التسعة اشهر، إلا أن الاحتلال رفض ذلك.
ومن نيويورك، في 8 أيار/ مايو 2024 حثّت لجنة حماية الصحفيين السلطات الإسرائيلية أن تفرج عن الصحفية الفلسطينية المستقلة رولا حسنين على أساس إنساني بسبب تدهور وضعها الصحي والوضع الصحي لطفلتها الرضيعة منذ آذار/ مارس عندما اعتُقلت هذه الصحفية بسبب تعليقات نشرتها على وسائل التواصل الاجتماعي. وقال مدير البرامج في لجنة حماية الصحفيين، "كارلوس مارتينيز دي لا سيرنا"، الاحتلال الإسرائيلي إلى الإفراج فورا عن حسنين على أساس إنساني كي تتمكن من الاعتناء بطفلتها البالغة من العمر تسعة أشهر"، وقال "يجب على الاحتلال أن يسمح لرولا بالرد على الاتهامات الموجهة إليها أمام محكمة مدنية، وليس محكمة عسكرية، إذ أن المحكمة المدنية هي المكان الملائم لمعالجة الشواغل المتعلقة بالمواد التي ينشرها أي صحفي على وسائل التواصل الاجتماعي".
نتيجة لاتفاق وقف إطلاق النار بين المقاومة الفلسطينية وإسرائيل الذي بدأ في 19 يناير 2025، أُفرج عنها ضمن المرحلة الأولى من صفقة تبادل الأسرى في ساعات فجر يوم 20 يناير 2025.